# International Floorball Federation
International Floorball Federation (IFF), på svenska ibland kallat Internationella innebandyförbundet, är innebandyns världsförbund. International Floorball Federation bildades i Huskvarna i Sverige den 12 april 1986 av innebandyförbunden i Sverige, Finland och Schweiz. IFF hade 38 medlemsländer i november 2007.
Förbundets förste ordförande var svensken András Czitrom, 1986-1992.

## Medlemmar

### Ordinarie medlemmar
| Flagga          | Medlemsnamn                                       | Grundade | Medlemmar i IFF sedan |
| --------------- | ------------------------------------------------- | -------- | --------------------- |
| Australien      | Australian Floorball Association                  | 1996     | 1996                  |
| Österrike       | Österreichischer Floorball Verband                | 1996     | 1997                  |
| Belarus         | Floorball Federation of Belarus                   | 2009     | 2009                  |
| Belgien         | Belgian Floorball Federation                      | 1995     | 1995                  |
| Brasilien       | Associação Brasileira de Floorball                | 1998     | 1999                  |
| Kanada          | Floorball Canada                                  | 2001     | 2001                  |
| Kina            | China Floorball Federation                        | 2016     | 2016                  |
| Elfenbenskusten | Cote d´Ivoire Floorball Federation                | 2014     | 2015                  |
| Tjeckien        | Česká florbalová unie                             | 1992     | 1993                  |
| Danmark         | Floorball Danmark                                 | 1989     | 1991                  |
| Estland         | Eesti Saalihoki Liit                              | 1993     | 1994                  |
| Finland         | Finlands Innebandyförbund                         | 1985     | 1986                  |
| Frankrike       | Fédération Française de Floorball                 | 2002     | 2003                  |
| Georgien        | Georgian Floorball Association                    | 2002     | 2002                  |
| Tyskland        | Floorball-Verband Deutschland                     | 1992     | 1994                  |
| Storbritannien  | Great Britain Floorball and Unihockey Association | 1995     | 2009                  |
| Ungern          | Magyar Floorball Szakszövetség⁠71                  | 1989     | 1992                  |
| Italien         | Federazione Italiana Unihockey Floorball          | 2000     | 2001                  |
| Island          | Bandýnefnd ÍSÍ 2                                  | 2005     | 2005                  |
| Indien          | Indian Floorball Federation                       | 2001     | 2002                  |
| Indonesien      | Indonesian Floorball Association                  | 2009     | 2009                  |
| Iran            | Floorball Association of Iran3                    | 2008     | 2009                  |
| Israel          | Israeli Floorball Association                     | 2007     | 2007                  |
| Jamaica         | Jamaica Floorball Association                     |          | 2007                  |
| Japan           | Nihon furoabōru renmei                            | 1983     | 1994                  |
| Sydkorea        | Korea Floorball Federation                        | 2004     | 2005                  |
| Lettland        | Latvijas Florbola Savieniba                       | 1993     | 1994                  |
| Liechtenstein   | Liechtenstein Unihockey 4                         | 1987     | 2005                  |
| Malaysia        | Malaysian Floorball Association                   | 2001     | 2002                  |
| Nederländerna   | Nederlandse Floorball en Unihockey Bond           | 1993     | 1994                  |
| Nya Zeeland     | Floorball New Zealand                             | 2009     | 2009                  |
| Norge           | Norges Bandyforbund5                              | 1991     | 1992                  |
| Pakistan        | Pakistan Floorball Federation                     | 2003     | 2004                  |
| Filippinerna    | Floorball Philippines                             | 2011     | 2011                  |
| Polen           | Polska Federacja Unihokeja                        | 1995     | 1999                  |
| Ryssland        | Nazionalnaja Federazija Florbola Rossii⁠           | 1992     | 1993                  |
| Serbien         | Savez Florbola Srbije                             | 2007     | 2007                  |
| Singapore       | Singapore Floorball Association                   | 1995     | 1995                  |
| Slovakien       | Slovenský zväz florbalu                           | 1998     | 1999                  |
| Slovenien       | Floorball Zveza Slovenije                         | 2000     | 2001                  |
| Spanien         | Asociación Española de Unihockey y Floorball      | 1998     | 2001                  |
| Sverige         | Svenska Innebandyförbundet                        | 1981     | 1986                  |
| Schweiz         | Swiss Unihockey                                   | 1985     | 1986                  |
| Ukraina         | Ukrayinski Florbol Federatsiya                    | 2004     | 2005                  |
| USA             | United States Floorball Association               | 2001     | 2001                  |

     Grundade IFF
- 1 Magyar Floorball Szakszövetség⁠ bildades ursprungligen år 1989,men omorganiserades år 1997.
- 2 Bandýnefnd ÍSÍ är en del av Islands olympiska kommitté.
- 3 The Floorball Association of Iran is a division of the Iran Federation of Sport Associations, and therefore governed by it.
- 4 Liechtenstein Unihockey bildades som en enda klubb, UHC Schaan.
- 5 Norges Innebandyforbund är en avdelning inom Norges Bandyforbund.

### Provisoriska medlemmar
- Argentina 2007-
- Armenien 2006-
- Benin 2024-
- Burkina Faso 2018-
- Centralafrikanska republiken 2018-
- Colombia 2021-
- Haiti 2014-
- Hongkong 2016-
- Indien 2002-
- Indonesien 2009-
- Iran 2009-
- Irland 2007-
- Jamaica
- Kamerun 2013-
- Kazakstan 2022-
- Kenia 2016-
- Kiribati 2019-
- Kroatien 2017-
- Kuwait 2019-
- Litauen 2010-
- Macao 2019-
- Malta 2015-
- Moçambique 2012-
- Moldavien 2007-
- Mongoliet 2006-
- Nigeria 2017-
- Portugal 2007-
- Rumänien 2008-
- Rwanda 2018-
- Sierra Leone 2008-
- Somalia 2016-
- Sydafrika 2013-
- Thailand 2007-
- Togo 2018-
- Turkiet 2008-
- Uganda 2016-
- Venezuela 2016-

### Fotnoter
1. ↑  ”IFF - History in short”. Arkiverad från originalet den 28 september 2011. https://web.archive.org/web/20110928112403/http://www.floorball.org/default.asp?sivu=171&alasivu=25&kieli=826. Läst 14 juli 2015.,